# Celleporaria transversa
Celleporaria transversa är en mossdjursart som först beskrevs av Ortmann 1890.  Celleporaria transversa ingår i släktet Celleporaria och familjen Lepraliellidae. Inga underarter finns listade i Catalogue of Life.